# Албански национални олимпијски комитет
Албански национални олимпијски комитет (алб. Komiteti Olimpik Kombëtar Shqiptar - KOKSH) је национални олимпијски комитет Албаније који је одговоран за промовисање олимпијских идеала и учешће њених спортиста на олимпијским играма и осталим мањим спортским догађајима. Чланови Комитета су 46 спортских савеза, која бирају Извршни одбор у саставу председника и десет чланова. Његово седиште налази се у Тирани.

## Историја
Албански национални олимпијски комитет основан је 1958. и годину дана касније признат од стране Међународног олимпијског комитета. Са променом политичког система у Албанији, комитет је 1990. године реструктуриран као независан ентитет и одвојен од новоформираног Министарства културе, омладине и спорта. Четири године касније, 1994. године, владиним декретима бр. 20 и бр. 401 дефинисан је као непрофитна организација чији је рад заснован на Олимпијској повељи.

## Извршни одбор
Извршни одбор чине:
- Председник: Вирон Бежани
- Потпредседник: Војо Мало
- Благајник: Генч Бога
- Чланови: Агрон Чука, Еља Тасе, Ерлинд Пељумби, Иљир Гушо, Кочо Микерези, Лабо Чапо, Мајлинда Пилинци, Ренис Тершана

## Савези

### Олимпијски спортови
| Савез                             | Летње или Зимске | Седиште |
| --------------------------------- | ---------------- | ------- |
| Атлетски савез Албаније           | Летње            | Тирана  |
| Бадминтон савез Албаније          | Летње            | Корча   |
| Бициклистички савез Албаније      | Летње            | Тирана  |
| Боксерски савез Албаније          | Летње            | Тирана  |
| Гимнастички савез Албаније        | Летње            | Тирана  |
| Голф савез Албаније               | Летње            | Тирана  |
| Једриличарски савез Албаније      | Летње            | Тирана  |
| Кајакашки савез Албаније          | Летње            | Тирана  |
| Карате савез Албаније             | Летње            | Тирана  |
| Кошаркашки савез Албаније         | Летње            | Тирана  |
| Мачевачки савез Албаније          | Летње            | Тирана  |
| Одбојкашки савез Албаније         | Летње            | Тирана  |
| Планинарски савез Албаније        | Зимске           | Тирана  |
| Пливачки савез Албаније           | Летње            | Тирана  |
| Рвачки савез Албаније             | Летње            | Тирана  |
| Рукометни савез Албаније          | Летње            | Елбасан |
| Савез Албаније за дизање тегова   | Летње            | Тирана  |
| Скијашки савез Албаније           | Зимске           | Тирана  |
| Спортско коњички савез Албаније   | Летње            | Тирана  |
| Спортско стрељачки савез Албаније | Зимске           | Тирана  |
| Стонотениски савез Албаније       | Летње            | Скадар  |
| Стреличарски савез Албаније       | Летње            | Тирана  |
| Теквондо савез Албаније           | Летње            | Тирана  |
| Тениски савез Албаније            | Летње            | Тирана  |
| Фудбалски савез Албаније          | Летње            | Тирана  |
| Џудо савез Албаније               | Летње            | Тирана  |

### Неолимпијски спортови
| Савез                                 | Седиште |
| ------------------------------------- | ------- |
| Ауто-мото клуб Албаније               | Тирана  |
| Bowling савез Албаније                | Тирана  |
| Бриџ савез Албаније                   | Тирана  |
| Ваздухопловни савез Албаније          | Тирана  |
| Кик бокс савез Албаније               | Тирана  |
| Ловачки и риболовачки савез Албаније  | Тирана  |
| Мото савез Албаније                   | Тирана  |
| ММА савез Албаније                    | Тирана  |
| Параолимпијски комитет Албаније       | Тирана  |
| Плесни савез Албаније                 | Тирана  |
| Радио-аматерски савез Албаније        | Тирана  |
| Рафтинг савез Албаније                | Тирана  |
| Савез Албаније за бодибилдинг         | Тирана  |
| Савез спорт за све Албаније           | Тирана  |
| Савез за подводне активности Албаније | Тирана  |
| Савез за школски спорт Албаније       | Тирана  |
| Снукер савез Албаније                 | Тирана  |
| Специјална Олимпијада Албаније        | Тирана  |
| Студентски спортски савез Албаније    | Тирана  |
| Шаховски савез Албаније               | Тирана  |